# 英語の冠詞
本項では、英語における冠詞（かんし、article）について述べる。
冠詞とは、限定詞の一種で、名詞に付いてその定性を表すものである。英語の冠詞には、定冠詞「the」と不定冠詞「a」「an」があり、場合によっては「some」も不定冠詞として使用されることがある。定冠詞は、聞き手・読み手が指示対象（その名詞が指し示す対象）を特定できるという前提で使用される。すなわち、指示対象が明確または常識であるか、同じ文中あるいは先駆ける文の中で触れられており、唯一的に固定可能という状況で使用される。一方、不定冠詞は、聞き手・読み手が指示対象を特定できないという前提で使用され、不特定の要素を会話の中に新たに導入する役割がある。また、名詞句によっては、冠詞が一切使用されないこともある。つまり、英語の冠詞の語法としては、定冠詞、不定冠詞、無冠詞の3種が存在する。
英語の限定詞も参照。

## 名詞の可算性と冠詞の選択
英語の冠詞の使い分けには、それを伴う名詞の可算性が関係している。まず、英語の名詞には可算名詞と不可算名詞がある。そして、可算名詞には単数形と複数形がある。単数形は基本的に、定冠詞か不定冠詞、あるいは数詞などを伴わなければならない。複数形は限定詞を必要とせずに単独で使用でき、特に不定冠詞は使用不可だが、文脈・状況によっては定冠詞を伴うことがある。不可算名詞の場合、可算名詞の複数形と同様に限定詞を必要とせず、特に不定冠詞は不可で、定冠詞の使用は文脈・状況次第である。
アメリカ合衆国出身で、東京大学大学院総合文化研究科・教養学部でALESSプログラムのマネージング・ディレクターを務めるトム・ガリー准教授は、理学系の英語論文の書き方に関する『科学英語を考える』と題した一連のウェブ講義において「the」を取り上げている。ガリーは日本語母語話者の英語によく見られる誤用として「無冠詞の単数形可算名詞」を挙げ、それは日本語に可算・不可算の区別がなく、しかも日本の英語教育では可算分類が軽視される傾向にあるからだと分析する。
『わかりやすい英語冠詞講義』（2002年、大修館書店）および『これならわかる! 英語冠詞トレーニング』（2012年、DHC）の著者・石田秀雄は、『石田秀雄のこれならわかる英語冠詞講義』と題したウェブ講義（2008年）において、日本の英語教育では冠詞をきちんと取り扱っていないが、冠詞の使い分けによって意味が変わると指摘している。石田は、名詞の有界性という概念で可算性を説明する。有界性とは、名詞の指示対象が「明確な境界線や輪郭」を持っているかどうかという違いであり、有界的なものは可算名詞、そうでないものは不可算名詞として用いられる。こういう境界線に関する意識はどの言語の話者にもあるはずだが、日本語ではその違いを言葉で表現する必要がない。日本語母語話者が可算性を意識しない根拠として、外来語が挙げられる。例えば、野球のtwo strikesを「ツーストライク」、noodlesを「ヌードル」と言うなど、複数形を示す接尾辞の「-s」が反映されないことが多い。一方、英語は可算・不可算の違いを「積極的に表現しようとする言語」である。
広島大学大学院総合科学研究科教授・言語学者の吉田光演も、可算名詞には「個体としての離散的な境界」があると説明している。例えば、「water」はいくら分割したり注ぎ足したりしても均質的で「water」のままであるのに対し、個体としての境界がある「dog」に「dog」を付け足したら「dogs」という複数形にならざるを得ず、逆に分割したら別の言葉が必要になる。なお、「dog」のみではそれによって表される個体の集合（種類）を指示しているにすぎないため、個体を指示する際には Dog is barking. では非文（文法的に正しくない文）になり、A dog is barking.（その個体が文脈から特定できるなら The dog is barking.）などとしなけらばならない。
吉田はまた、英語やドイツ語には可算名詞と不可算名詞の両者があるが、日本語や中国語などに比べて「可算名詞が際立っている」言語だとする。「中国語・日本語タイプの名詞＝不可算名詞」という説もあるが、吉田はそれに対し、日本語でも例えば「多数の酒」「多数のコメ」は「多量の酒」「多量のコメ」よりも許容度が低く、「多量の自動車」よりも「多数の自動車」の方が許容度が高く、また「2、3の水」とは言えないなど、可算・不可算の区別がないわけではないと反論している。吉田は、日本語・中国語の名詞は種名詞（kind noun）だという説を支持しており、種名詞には限定詞なしで名詞句になれる性質があると説明している。日本語母語話者は名詞の個別指示よりも種指示（「...というもの」を表すこと）を優先しているため、可算・不可算の区別をあまり意識しないというのである。他方、英語の可算名詞はいったん複数（dogs）になってしまえば、不可算名詞と同様に更にいくら付け足しても同じ形のまま（dogs）であり、限定詞なしで主語や述部（の一部）として機能でき、Dogs are clever.（「犬というものは賢い」）のように種指示もできる。すなわち、種名詞・種指示という概念は「日本語の名詞は冠詞を必要とせず、単数形と複数形の区別もない」「英語の不可算名詞と複数形可算名詞は冠詞を必要としない」という2つの事実が同時に説明できると結論付けている。
なお、英語には、魚の名称などのように単数形と複数形が同じ名詞（単複同形）や、ほぼ同じ意味（例えば「装置」）でありながら可算（「apparatus」）と不可算（「equipment」）に区別されている名詞もある。不可算名詞はさらに「water」のような純粋不可算名詞（最小単位がなく、均質的なもの）と「furniture」のような個体的不可算名詞（個体としての境界線や部品などを持っているもの）に分類することもできる。
しかし、英語の名詞の大部分は、一部の例外（下記）を除き、文脈・状況によって可算・不可算の両用法が可能である。各状況における指示対象を各話者がどう認知しているかによって可算・不可算の使い分けがなされ、やはり各話者の認知・認識に従って冠詞が選択される。
例えば「room」は、「部屋」（＝天井・壁・床などによって境界が作られている）を指示する場合は可算、「空間」（＝明確な境界線がない）を指示する場合は不可算となる。果物・野菜・肉・魚など、本来の形を留めている「1個」「1匹」という個体であれば可算だが、切ったり調理したり咀嚼したりすれば不可算になる。例えば、1本1本のバナナ（明確な境界線がある）を想起する場合の「banana」は I bought a banana yesterday.（「昨日、バナナを1本買いました」）、I like bananas.（「僕はバナナが好き」）のように可算名詞であるのに対し、バナナの食べかす（＝明確な境界が失われている）を示す場合には You’ve got banana on your chin.（「アゴにバナナがついてるよ」）のように不可算名詞になる。また、「chicken」が個体を意味するのであれば catch a chicken（鶏を捕らえる）と言い、本来の形を失った食材であれば cook chicken（鶏肉を調理する）と言う。ただし、「肉」であっても話者が「丸ごと」をイメージしていれば、不定冠詞を用いて We roasted a chicken.（「鶏を丸ごと焼いた」→「鶏の丸焼きを食べた」）と言うこともできる。このニュアンスの違いを顕著に示す実例がマーク・ピーターセン著の『日本人の英語』（1988年、岩波新書）で紹介されている。ある日本人学生が I ate chicken in the backyard.（「裏庭（のパーティー）でチキンを食べました」）と書くべきところを I ate a chicken in the backyard. としたために「庭で鶏を一匹捕まえてそのまま丸ごと食べた」というイメージが浮かんでしまったというのである。これは上述のガリー准教授の観察とは逆であるが、ピーターセンによれば、日本語母語話者には不要な不定冠詞を無意識のうちに飾りのように付けてしまう傾向があるという。
可算性が切り替わるものとして、素材（物質）と製品（物体）の関係も挙げられる。例えば、glass（ガラス）と a glass（グラス）、gold（金）と a gold（金メダル）など。抽象的概念と具体的事例の関係（accomplishment、experience、beauty など）も同様で、前者は無冠詞であるのに対し、後者には冠詞が付かなけらばならない。なお、このような切り替え（変換）ができない「一部の例外」とは、おおむねカテゴリーとしての集合名詞（「advice」「furniture」「luggage」「machinery」「news」「information」など）であり、数えたい場合は a piece of...（多い場合は plenty of... または a great deal of... など）と言う。
本項目では、以上のような事実や研究・分析をふまえながら、各冠詞の語法などについて述べる。

## 冠詞の語法
英語文法では、ほとんどの場合において、限定詞が名詞句（または限定詞句）を”完成”させ、名詞の指示対象を明確にする（指示対象と結びつける）役目がある。統語論的観点からは「限定作用によって名詞的な範疇の投射を完全に閉じる機能がある」という言い方もされる。最も一般的な限定詞は「the」「a(n)」という冠詞で、名詞（句）の定性の有無を示す。限定詞には他に、「this」「my」「each」「many」などがある（英語の限定詞を参照）。なお、限定詞が不要な場合もある。例えば、John likes fast cars.（「ジョンは速い車が好きだ」）という文では、John が人名であり、fast cars が一般的な「速い車（というもの）」を指しているため、それぞれ冠詞が不要で、特に人名に冠詞を付けることは基本的に不可である。
定冠詞「the」が使用されるのは、指示対象が唯一無二の存在であるか、または文脈・状況・既存知識などから聞き手・読み手が特定できる場合である。例えば、The boy with glasses was looking at the moon.（「眼鏡をかけた（特定の）少年が月を見ていた」）と言うためには、その場において指示対象と成り得る「眼鏡をかけた少年」は1人しかおらず、「月」も1つしかないという前提が必要である。
以下のような場合は、定冠詞を使用しない。
- 普通名詞（複数形または不可算名詞）の指示対象が一般的な「...というもの」である場合[1]。
  - Cars have accelerators. - 自動車（というもの）にはアクセル（というもの）がある。
  - Happiness is contagious. - 幸福（というもの）は伝染する（人から人へ広がる）。

これらの文における「cars」「happiness」は、ともに指示対象が不特定である。一方、the happiness I felt yesterday（私が昨日感じた幸せ、昨日の幸福感）と言う場合の「happiness」の指示対象は特定されている。
- 人名などの固有名詞[1]。
  - John（ジョン） /  France（フランス） / London（ロンドン）など。

不定冠詞「a」（子音の前）または「an」（母音の前）は、基本的に単数形の可算名詞の前でのみ使用される。これは、名詞句の指示対象が不特定の1人（1つ）だということを意味する。例えば、An ugly man was smoking a pipe.（「（ある）醜い男がパイプを吸っていた」）という文における「醜い男」は不特定の人物であり、また「パイプ」も不特定の1本だと看做される。
複数形の名詞または不可算名詞において、指示対象が不特定である場合、冠詞が全く使用されないことがある。そういう場合、限定詞「some」が挿入されることもある（否定文や疑問文では「any」になることもある）。
- 例：
  - There are apples in the kitchen. / There are some apples in the kitchen.

「台所に（いくつかの）リンゴがあります」
  - We do not have information. / We do not have any information.

「情報が（全く）ありません」
  - Would you like tea? / Would you like some tea? / Would you like any tea?

「お茶を（いくらか）いかがですか？」

例えば、I hate a cockroaches.（私はゴキブリが大嫌いです）のように、指定対象が不特定である場合に不定冠詞「'a'」を使用すると、以下のようなニュアンスとして誤って伝わってしまう。

- 　I hate a cockroach.

「他のゴキブリは平気ですが、1匹だけ大嫌いなゴキブリがいます」
以下のような場合、冠詞はあまり使用されない：
- 名詞句の中に他の限定詞が存在する場合[41]。例えば、my house（私の家）、this cat（この猫）、America's history（アメリカの歴史）を the my house、a this cat、America's the history とは言わない。しかし、the many issues（特定の多くの問題）、such a child（そのような子供）など、限定詞によっては冠詞と組み合わせることが可能である。
- 代名詞において。例えば、he、nobody を the he、a nobody とは言わない（a nobody（複：nobodies）は「無名の人」「取るに足らない者」を意味する場合には代名詞ではなく普通名詞扱いになる[42]）。しかし、the one、the many、the fewなど、代名詞によっては冠詞との組み合わせが可能である。
  - 例（『スタートレックII カーンの逆襲』より）[43]
    - スポック: "The needs of the many outweigh..."
    - カーク: "... the needs of the few."
    - スポック: "... or the one."
- 節または不定詞句が名詞句として機能している場合。例えば、What you've done is very good.（「あなたがしたことは非常に良い」）、To surrender is to die.（「降伏することは死ぬことである」）を The what you've done is very good、The to surrender is the to die などとは言わない。

さらに、見出し、標識、ラベル、メモなど、簡潔さが重宝される場面では、冠詞を含む機能語が省略されることがしばしばある。例えば、新聞の見出しでは The mayor was attacked.（「市長が襲われた」）は Mayor attacked と略される。
その他の語法については、下記#定冠詞の語法および#不定冠詞の語法を参照。冠詞が使用されない場合については、#無冠詞を参照。

### 語順
原則的に、英語の冠詞は名詞句の構成上、最初の単語であり、形容詞（形容詞句）を含むあらゆる修飾語（付加部）よりも前に位置する。
- 例：
  - The little old red bag held a very big surprise.（「その小さくて古くて赤い袋には、あるとても大きなサプライズ（思いがけない贈り物）が入っていた」）

この例文には「the little old red bag」「a very big surprise」という2つの名詞句が含まれており、それぞれ冠詞の「the」「a」が先頭に来ている。

しかし、以下のような例外がある：
- 「all」「both」「half」「double」など、限定詞によっては、定冠詞よりも前に来る[46]。例えば、all the team（チーム全体）、both the girls（両少女）、half the time（半分の時間）、double the amount（2倍の額）など。なお、「three times」（3倍）と言う場合も「three times the size」（3倍の大きさ）となる[46]。
- 「half」は基本的に不定冠詞の前に来る[46]。half a mile（半マイル）、half an hour（30分）など。しかし、アメリカ英語にはa half hourという用法もある[41]。なお、two and a half hours（2時間半）のように、数そのものに「and」が含まれている場合（two and a half）、不定冠詞は「half」の前に来なければならず、two and half an hour や two and half an hours は不可である。ただし、two hours and a half という言い換えは可能である。
- 限定詞「such」や感嘆詞としての「what」は、不定冠詞の前に来る[46]。例えば、such an idiot（そのような愚か者）、such a good one（大変良いもの）、What a day!（「なんて日だ!」）など。
- too、so、as、howによって修飾されている形容詞は、不定冠詞の前に来る[45][41]。例えば、too great a loss（大きすぎる損害）、so hard a problem（それほど難しい問題）、as delicious an apple as I have ever tasted（これまで私が味わったことがあるリンゴの中で最もおいしい）、I know how pretty a girl she is.（彼女がどんなに綺麗な娘だかわかっている）など。
- 形容詞が「quite」（かなり）で修飾される場合、形容詞そのものは冠詞の後に来るが、「quite」は冠詞の前に置かれる傾向が強い[45][41]。例えば、quite the opposite（まさに正反対）[47]、quite a long letter（かなり長い手紙）など。
- 形容詞が「rather」（いくぶん、ずいぶん）で修飾される場合、定冠詞は the rather tall girl in the corner（隅にいるあの少し背の高い少女）のように「rather」の前でなければならないが、不定冠詞は a rather tall man と rather a tall man という2通りの語順が可能である[48]。しかし、どちらかといえば a rather... の方が一般的である[45]。

en:English determiners#Combinations of determinersおよびen:English determiners#Determiners and adjectivesも参照。

## 定冠詞
英語においては「the」が唯一の定冠詞であり、かつ最も使用頻度が高い単語である。「the」は名詞の可算性、単数形・複数形、性別、頭文字などを問わずに使用可能である。他の言語においては、これらの条件の違いによって使用可能な冠詞が異なる場合がある（冠詞#各言語の冠詞を参照）。
「the」は、名詞の指示対象がすでに言及済みか、話題に上っている最中であるか、ほのめかされているか、あるいは聞き手・読み手にとって既知だと推定される場合に使用される。つまり、その名詞が指示する集団・種類の中の特定の個体や事例を指しており、相手が指示対象を「ああ、あれのことだな」と識別・特定できる場合である。そのため、相手の情報処理の負担を減らすという効果がある。逆に、相手が特定できない対象に「the」を付けると、かえって混乱を招くことになる。
東京大学大学院のトム・ガリー准教授は、「the」は最も意味が深い単語であり、英語を母語とする者以外にとっては最も使いにくい単語だろうと述べている。イギリスやアメリカの子供たちは、「相手に知られているかどうか」による文法的な違い、すなわち定冠詞・不定冠詞の使い分けなどを、学校で教えられることなく無意識に習得する。一方、日本語ではそうした違いは重要ではないため、特に成人してから英語を習う日本語話者にとっては定冠詞・不定冠詞の使い分けが難しい。それは、日本語を母語としない者が「が」と「は」の使い分けに戸惑うことと似ている。
辞書に載っている「the」の語義は10を超えるが、ガリーは「文脈・状況・既存知識などから相手がそれとわかる名詞に付ける単語」という基本的な意味・語法を強調する。すなわち、「the」は「相手が指示対象を知っている」という前提においてのみ使用されるべきであり、相手の知識を考慮せずに使用すると情報が正確に伝わらなくなる。
明治大学政治経済学部教授で文学者のマーク・ピーターセンは、"the japanese"などのようにある国の人々につく"the"を、どの国の国民も同じ人間集団という常識があるのにもかかわらず、同じ個別の差を認めなくてよいとする態度による"the"であると解説しており、これを「愚かさによる前提」としている。
なお、「the」は日本語には「その」「例の」「ほら、あの」「問題の」などと訳せるが、訳す必要がない場合が多い。

### 定冠詞の発音
en:Stress and vowel reduction in English#Weak and strong forms of wordsも参照。
ほとんどの方言において、「the」は[ðə]（有声歯摩擦音[ð]＋シュワー）と発音される。容認発音（イギリス英語の標準発音）を含むいくつかの方言では、母音で始まる単語の前で[ði]と発音される。強調する場合は、次の単語が母音で始まるかどうかに関わらず、[ðiː]（「thee」と同音）と発音される。
the united...など、/juː/の前でも[ði]と発音されることがある。
イギリス北部の方言によっては、「the」は[t̪ə]（無声歯破裂音の「t」）または声門破裂音として発音され、視覚方言で一般的に「⟨t⟩」と表記される。方言によっては全く発音されないこともあり、en:definite article reductionという現象として知られる。
有声歯摩擦音/ð/を有しない方言においては、/d̪/（有声歯破裂音の「d」）が使用され、[d̪ə]や[d̪iː]（有声歯破裂音の「d」）と発音される。

### 定冠詞の由来・語源
「the」と「that」はともに、古英語の定冠詞システムに由来する。古英語における定冠詞は、主格では男性名詞の場合は「se」、女性名詞の場は「seo」、中性名詞の場合は「þæt」（「that」の古い綴り）であった。以上3つとも、中英語では「þe」に同化され、近代英語で「the」となった。
the sooner the better（早ければ早いほど良い）という語法に見られる副詞としての「the」は、「þæt」の具格「þy」に由来する。
古英語には、複数形や格の違いも含めると「the」に相当する語が10形態あったが、「the」と「that」の区別はなかった。現代英語の「the」と「that」は、日本語にはともに「その」と訳されることがあるが、異なるニュアンスを持つ。「the」は、指示対象が話し手や聞き手に見えているかどうかや、指示対象と話者の位置関係・距離を問題にしない。一方、「that」（それ、あれ）は基本的に、指示対象が話し手と聞き手の両者に見えており、かつ話し手から離れているという状況で用いられる。
|      | 男性名詞 | 女性名詞 | 中性名詞 | 複数 |
| ---- | -------- | -------- | -------- | ---- |
| 主格 | se       | seo      | þæt      | þa   |
| 対格 | þone     | þa       | þæt      | þa   |
| 属格 | þæs      | þære     | þæs      | þara |
| 与格 | þæm      | þære     | þæm      | þæm  |
| 具格 | þy, þon  | --       | þy, þon  | --   |

### 定冠詞の語法
上記#冠詞の語法も参照。

#### 文脈内特定
名詞の指示対象が文脈から特定できる場合を文脈内特定と言う。
そのうち、既出の指示対象（またはその部分や関連物）とともに用いられる場合を前方照応と言う。例えば、I saw a dog. The dog had a piece of meat in his mouth. では、まず「犬を見た（犬がいた）」と言う時の「犬」は不特定の1匹なので不定冠詞「a」を伴うが、それに続く「その犬は肉をくわえていた」の「犬」は既出であるため、定冠詞「the」を伴う。これは前方照応の中でも、同じ名詞が繰り返されていることから、直接照応と呼ばれる。
また、There was a large tree there.（「そこに大きな木があった」）と先に述べられていれば、その「木」の部分である「葉」に言及する際には定冠詞を使用して The leaves were also large.（「葉も大きかった」）と言う。これも前方照応の一種だが、既出の名詞をそのまま繰り返しているのではないため、間接照応と呼ばれる。間接照応には、名詞ではなく動詞で指示対象が示唆される場合もある。例えば、She dressed her baby. The clothes were made of wool. では、第1文の「dressed」という動詞が「clothes」の存在を示唆しているため、間接照応であり、定冠詞が用いられる。
名詞が関係詞節などの限定語句を伴う場合、定冠詞がよく用いられる。例えば、the book you gave me（あなたからいただいた本）など。また、序数詞を伴う場合（for the first time など）にも定冠詞が用いられることが多い。これらのケースでは「the」の使用がその後に来る要素の影響を受けているため、後方照応と呼ばれる。

#### 文脈外特定
その時の会話において既出でなくとも、日常生活や状況などから指示対象がすぐに特定できる場合、「the」を使用する。これを文脈外特定あるいは外界照応と言う。例えば、「今朝、郵便局に行った」と言いたい際、話し手と聞き手が通常同じ郵便局を利用していたり、その地域に郵便局が1か所しかないなどの理由で特定できるのであれば、I went to the post office this morning. のように定冠詞を用いる。
定冠詞は、自然界で唯一か、それに準じる存在とともにも用いられる。例えば、the sun（太陽）、the moon（月）、the world（世界）、the sky（空）、the universe（宇宙）など。sun や moon が「恒星」「衛星」を指す場合は、文脈内で特定されない限り「the」を伴わない。同様に、SFやファンタジー作品では、universe がパラレルワールドなど、world が惑星などを指すことがあるが、それらの場合は指示対象が複数あることになるため、文脈内で特定されない限り「the」を伴わない。メタファーとしての「a world」という語法については#不定冠詞の語法を参照。

#### 定冠詞を伴う慣用表現
「the」＋姓の複数形で、「...家（け）の人々」「...一家」という意味になる。例えば、the Johnsons（ジョンソン家の人々）、the Rockefellers（ロックフェラー家）など。この「the＋複数形」という語法には、「1つの完結した集合体」を包括的に指示する総和の原理が働いている。なお、「...家（け）の人」「...一族の1人」のように1人だけを指す場合は a member of the Kennedy family または単にa Kennedy（ケネディ家の一員）と言う（#不定冠詞の語法も参照）。
人名は基本的に無冠詞だが、形容詞などで修飾されている場合には定冠詞を用いる。例えば、the great playwright Shakespeare（偉大な戯曲家シェイクスピア）など。
定冠詞は、楽器名とともに用いられる。例えば、play the piano（ピアノを演奏する）など。
スポーツチーム（NFL、MLBなど）やバンド名には定冠詞が付く。例えば、the Miami Dolphins（マイアミ・ドルフィンズ）、the New York Yankees（ニューヨーク・ヤンキース）、the Beatles（ビートルズ）など。これらにも、人間の集団を包括的に捉える総和の原理が働いている。家族・一族の場合と同様、メンバーの1人を指す際には a Yankee、a Beatle のように言う。ただし、新聞の見出しなどでは、冠詞が省略されるのが通例である（#無冠詞を参照）。
the eighties や the 80s（80年代（1980年代））など、世紀の10年を総和的に指す場合にも定冠詞を用いる。
定冠詞「the」は形容詞と組み合わせることが可能である。the blind、the deaf、the mentally ill、the handicapped、the rich、the poor、the dead、the young などは、それぞれそういう状態・状況にある人々を指し、複数扱いである。また、the beautiful（美）や the impossible（不可能なこと）など、抽象概念を指す用法もあり、その場合は単数扱いとなる。
「the」はさらに、形容詞・副詞の比較級との組み合わせで使用されることもある。例えば、the sooner the better（早ければ早いほど良い）、so much the worse（かえってますます悪い）など。また、形容詞・副詞の最上級との組み合わせで、the greatest（最も偉大な）、the best（最良の）などと言う。ただし、比較級・最上級を修飾する「the」は冠詞ではなく、副詞に分類される。

#### 地名
定冠詞の使用・不使用に関する法則が一定していない、または見出し難い分野として、地理的な固有名詞が挙げられる。地名も人名と同様、基本的には冠詞が付かないが、例外もある。
- 大陸、単独の島、単独の山、国、地域、行政区画、都市、街、道路はほぼ冠詞を使用しない[1][2]。例えば、Europe（ヨーロッパ）、Skye（スカイ島）、Mount Fuji（富士山）、Germany（ドイツ）、Scandinavia（スカンディナヴィア）、Yorkshire（ヨークシャー）、Madrid（マドリード）、Washington Blvd.（ワシントン大通り）など。
- 川、海、海峡、山脈、砂漠、諸島、ガルフ、半島、森などには一般的に定冠詞が付く[1][2][60][64]。例えば、the Rhine（ライン川）、the North Sea（北海）、the Alps（アルプス山脈）、the Sahara（サハラ砂漠）、the Hebrides（ヘブリディーズ諸島）、the Persian Gulf（ペルシア湾）、the Iberian Peninsula（イベリア半島）、the Black Forest（シュヴァルツヴァルト）など。これらにも総和の原理が働いている[60]。
- 湖には基本的に冠詞を使用しない[2]。例えば、Lake Erie（エリー湖）など。しかし、複数の湖の集まりには、the Great Lakes（五大湖）のように定冠詞を付ける[2]。
- 国名・地域名が、普通名詞または諸島の名称から取られている場合や[60][54][64]、まとまった地域の通称には[2]、定冠詞が付く。例えば、the United States（アメリカ合衆国）、the United Kingdom（イギリス）、the Soviet Union（ソビエト連邦）、the Czech Republic（チェコ）、the Middle East（中東）、the Philippines（フィリピン）、the Seychelles（セーシェル）、the Netherlands（オランダ）、the West（西部）など。これらにも総和の原理が当てはまる[60]。なお、英語では朝鮮民主主義人民共和国を North Korea、大韓民国を South Korea と無冠詞で表すが、両者を合わせて語る場合には the Koreas または the two Koreas のように定冠詞を付けるか、both Koreas と言う[60]。冷戦時代には、the Germanys や the Vietnams という表現もあった[60]。
- 国名が山脈、川、砂漠などに由来する場合、定冠詞が付くことがある[65]。例えば、the Lebanon（レバノン < レバノン山脈）、the Sudan（スーダン）がそうである。ガンビアも the Gambia （< ガンビア川）とするのが推奨されているが、この語法は減少傾向にある。ウクライナはかつて the Ukraine と呼ばれていたが、独立以来、ほとんどのスタイルガイドでは冠詞を除いた Ukraine が勧められるようになった[66]。アルゼンチンを the Argentine （< ラプラタ川）と呼ぶのは古い表現で、現在は Argentina とする方が一般的である。
- 歴史的な理由により、定冠詞を含む地名がある。the Bronx（ブロンクス区）、The Hague（デン・ハーグ）など。
- 普通名詞＋「of」で始まる名前には定冠詞が付く。例えば、the Isle of Wight（ワイト島）がそうで、一方、「of」が含まれない Christmas Island（クリスマス島）などには冠詞が付かない。同様の傾向は施設の名称にも見られ、例えば、ケンブリッジ大学を Cambridge University という通称で呼ぶ場合には冠詞が付かないが、the University of Cambridge という正式名称には定冠詞が付く[64]。

### ye 綴り
en:Ye Oldeも参照。

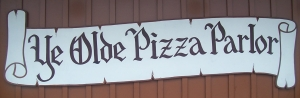
"Ye Olde Pizza Parlor"（"The Old Pizza Parlor"）と書かれた看板

中英語の「þe」（「the」）はしばしば、上に小さい「e」を付けた「þ」（古英語のソーン。ルーン文字に由来）として略された。「that」が上に小さい「t」を付けた「þ」として表記されたのと同様である。中英語の後期から初期近代英語にかけ、「þ」はスクリプトや筆記体において「y」に似た形になった。そのため、「y」の上に小さい「e」を付けた略字が一般的になった。ヨーロッパの初期の印刷機に「þ」の文字がなかったため、それに最も近かった「y」で代用したものである。この[ð]音（有声歯摩擦音）の「y」表記は18世紀まで用いられた。現在でも、1611年版『欽定訳聖書』の再版本（「Romans 15:29」など）や『メイフラワー誓約』で確認可能である。なお、「the」は「ye」綴りでも「y」音で発音されたことはない。
「ye」綴りは19世紀の好古趣味で復活し、古体を模倣したYe Olde...という看板などで用いられている。この場合は、現代人によって「y」音で発音されることがある。

## 不定冠詞
英語の不定冠詞は、聞き手・読み手が指示対象を特定できない場合に用いられ、「a」「an」という2つの形がある。両者とも語義的には「one」と同じと看做せるが、通常は強調を伴わない（下記#不定冠詞の発音も参照）。「a」「an」は、基本的に可算名詞の単数形とともにのみ使用されるが、その他にもいくつかの用法がある（下記#不定冠詞の語法を参照）。
可算名詞の複数形または不可算名詞とともに使用されることがある「some」「any」については、下記#some の使用を参照。

### a と an の違い
「an」は母音で始まる単語の前で使用されるが、それはアルファベット表記における母音ではなく、実際の発音が母音である場合である。「n」が間に入ることにより、「a」とその次の母音の間で声門破裂音（一時的に無声になったように聴こえる子音）が発生せずにすむ。例えば、an apple、an SSO（「S」は「es」と発音）、an hour および an heir（ともに「h」が無音）となる。
次の単語が子音で始まる場合には「a」が使用される。例えば、a box、a HEPA filter（「HEPA」は上記「SSO」とは異なり、普通の単語のように発音される）、a one-armed bandit（「one」の「o」は「w」として発音）、a unicorn（「u」は「y」として発音）となる。
「herb」の場合、アメリカ英語では「h」が無音なため an herb となり、イギリス英語では a herb となる。
話し手や書き手によっては、次の単語が /h/ で始まり、かつその第一音節に強勢がない場合に「an」を使用する（an historical novel、an hotel など）。『Merriam-Webster's Dictionary of English Usage』では a historic と an historic の両者が認められている。
イギリスのコックニーなど、単語の頭の「h」をほとんどあるいは全く発音しない方言もあり、例えば標準英語における a helmet を an 'elmet と発音するケースも見られる。en:Phonological history of English fricatives and affricates#H-dropping も参照。
「a」「an」と同様の使い分けは、所有限定詞の「my」と「thy」にもかつて存在し、それぞれ母音の前では「mine」と「thine」に変化していた（mine eyes など）。同じような現象は他の言語にも見られ、例えばイディッシュ語の不定冠詞「אַן」「אַ」（「a」「an」に相当）、ハンガリー語の定冠詞「a」「az」、古代ギリシア語およびサンスクリットの接辞「α」（「a-」「an-」）が挙げられる。

### 不定冠詞の発音
「a」「an」ともに、基本的にはシュワー（/ə/、/ən/）で発音される。しかし、強調する場合にはそれぞれ、[eɪ]、[æn] という発音が用いられる。en:Weak and strong forms in English も参照。

### 不定冠詞の由来・語源
「an」の方が古い形で、ドイツ語の「ein」やラテン語の「unus」などと同源である。古英語の数詞「ān」（「one」「lone」）の弱い（強勢がない）形として、中英語で「an」が用いられるようになった。つまり、英語の不定冠詞は数詞から発達したものである。そして、子音の前では「n」が落ちて「a」となった。
なお、古英語では、不定冠詞なしで He wæs god man.（現代英語の He was a good man. に相当）などと言うことも可能であった。
「as if」が（特に「it」の前で）短縮されて「an」と書かれることもある。その最も早い用例は西暦1300年頃の文献で確認されており、ウィリアム・シェイクスピアらも使用していた。

### 不定冠詞の語法
上記#冠詞の語法も参照。
英語の不定冠詞は、「1つの」「ある」「ある程度の」という意味で使われるが、「one」「a certain」「some」よりもニュアンスが弱く、日本語には訳されないことが多い。
基本的に、可算名詞の単数形は冠詞なしでは使用できず、John is a student.（「ジョンは学生です」）、There is an apple in the kitchen.（「台所にリンゴがあります」）など、数を特に強調する必要がない場合にも「a」「an」が用いられる。
存在文（existential sentence または existential clause、学校文法における There 構文）では不定冠詞のみが使用され、定冠詞を用いると非文になる。en:Existential clauseも参照。
- There's an amazing difference. （「驚くほどの違いがある」）
- ＊There's the amazing difference.

その他、以下のような語法がある。

#### 不定冠詞を伴う慣用表現
総称的に「...というもの」「すべての...」と述べる際に、例えば A dog is faithful.（「犬というものは忠実だ」）などと言い、この場合の「a」は「any」「every」に相当する。「dog」を複数形にして Dogs are faithful. と言い換えても意味は同じで、定冠詞＋単数形の The dog is faithful. も可だが、これを仮に Some dogs are faithful. とすると、「忠実な犬もいれば、そうでない犬もいる」というニュアンスになる。
数量表現や可算の集合名詞とともに、慣用法的に a dozen eggs（1ダースの卵）、a loaf of bread（パンひとかたまり、一斤のパン）、a few（少数の）、a great deal (of...)（多量（の...））、a quarter（4分の1）などと言う。
数詞とともに a hundred books（100冊の本）、a million dollars（100万ドル）などと言う。なお、「200冊の本」「300万ドル」と言う場合も「hundred」「million」は複数形にはならず、two hundred books、three million dollars と言う。
単位表現とともに、「...あたり」「...につき」「...ごとに」という意味で前置詞として用いられ、「per」（60 words per minute）と同じ働きをするが、日本語訳では略されることもある。例えば、60 words a minute（1分あたり60語）、once a day（1日1回）、five dollars a yard（1ヤードごとに5ドル）、10 cents an ounce（1オンスあたり10セント）など。なお、この用法における「a」「an」の語源は不定冠詞のそれとは異なり、古英語の「on」（...につき）に由来する。
「...of a...」 の語順で、「同一の」「同じ」（the same）を意味する。例えば、They are all of a mind.（「全員、同じ気持ちである」）、be of an age（（複数の人が）同じ年齢である）、three of a kind（ポーカーの”スリーカード”）、You're two of a kind.（「君たちは一つ穴のむじなだ」「君たちは（性格などが）そっくりだね」）、Birds of a feather flock together.（（ことわざ）「類は友を呼ぶ」）など。
「a...of a...」 の語順で、「...のような...」を意味する。例えば、an angel of a boy（天使のような少年＝とてもかわいらしい少年）、a monster of a book（化け物のような本＝分厚い本）など。
「not a...」 の語順で、強い否定を表す。例えば、There was not a cloud in the sky.（「空には雲ひとつなかった」「雲が全くなかった」＝「晴れ渡っていた」）、Not a chance!（「そんなの、有り得ないよ」「絶対、ダメだね」）など。しかし、「no」＋名詞の語順の方が強い否定を表す場合もある。例えば、He is not a doctor.（「彼は医者ではない」）よりも He is no doctor.（「彼は医者なんてもんじゃない」）の方がニュアンスが強い。
序数とともに、分数（「...分の1」）を表す。例えば、a third（3分の1）、a hundredth（100分の1）など。この場合は「one」と同義で、それぞれ、one third、one hundredthと言い換えることも可能である。「3分の2」は two thirds となる。
序数とともに、「もう...度（...つ、...人）」などを意味する。例えば、He tried a third time.（「彼は（2度の失敗の後）もう1度やってみた」）、You won't get a second chance.（「こんな機会はもうないぞ」）、There was a fifth man.（「（4人だけだと思っていたら）もう1人いた」）など。
「a」＋形容詞＋可算名詞の複数形の語順で、まとまった数を表す。例えば、a full thirty days（まる30日間）、an estimated 100,000 illegal immigrants（推定10万人の不法移民）など。
「少し」「ちょっと」の意味で、for a while や for a period of time（しばらくの間）、at a distance（少し離れて）などと言う。It rained for a time.（「ずいぶん長いこと雨が降った」）のように、「かなりの」「すごい」というニュアンスを持つこともある。
形容詞の最上級とともに用いられると、「とても」「非常に」という意味になる。例えば、It was a most beautiful sight.（「とてもすばらしい光景だった」）は、定冠詞を使った It was the most beautiful sight.（「最もすばらしい光景だった」）とはニュアンスが異なる。
「a」＋名詞＋「and」＋（「a」）＋名詞という語順については、下記#無冠詞を参照。

#### 不定冠詞の使用による可算名詞化
#名詞の可算性と冠詞の選択で触れた有界性には、ほぼあらゆる品詞を可算名詞に変換する力がある。以下に示すように、不可算名詞だけでなく、固有名詞・代名詞・動詞・動名詞・助動詞などを可算名詞化することが可能である。それは、英語の不定冠詞には「a unit of」「a serving of」「a kind of」「a type of」「a period of」「an event of」「an occasion of」「an example of」というニュアンスを表す機能があるためである。
物質名詞は基本的には不可算名詞だが、種類・銘柄・一定量・具体例を表す場合には、例えば a good butter（良質のバター）、Give me a coffee.（（レストランなどで）「コーヒーを（1杯）たのむ」）、We had a heavy rain last summer.（「昨夏（のある日）、大雨が降った」）などと言う。液体であるコーヒーは明確な境界線を持っていないが、カップのような容器に入れることによって境界線ができるため、可算名詞として扱われるのである。雨については、無冠詞で We had heavy rain last summer. と言うことも可能だが、それでは夏を通しての合計雨量について話していることになる。a heavy rain と不定冠詞を付けることによって「一度に大量の雨が降った」というニュアンスが出せるのである。
抽象名詞とともに、具体的な種類・例・まとまりを表す。例えば、have/take a rest（ひと休みする）、You should have a talk with your boyfriend.（「彼氏と話してみた方がいいよ」）、He received a very strict education.（「彼はとても厳しい教育を受けた」）など。このうちのいくつかは「不定冠詞＋動詞」という形で動詞が名詞に変化したという見方もできる。同様の形で「ちょっと...する」という意味になるものには、take a walk（散歩する）、have a swim（ひと泳ぎする）、have a listen（ちょっと聞いてみる）などがある。
動名詞とともに、He got a good severe scolding.（「あいつは、こっぴどく叱られた」）などと言うことも可能である。
動詞「give」の過去分詞から形容詞に転じた「given」には、前置詞的・接続詞的用法（Given (that)..., ....）もあるが、不定冠詞を付けて a given とすると、「当然のこと」「言うまでもないこと」「基本的な状況・前提」「既知事実」という意味の可算名詞になる。例えば、In our system it is a given that all are equal before the law.（「我々の制度において、全ての者が法の前で平等だということは言うまでもない」）、At a couture house, attentive service is a given.（「オートクチュール店では、気配りの効いた接客は当然のことです」）など。
通常は助動詞である「must」を名詞として使用する a must という語法がある。これは「絶対必要なもの」「不可欠なもの」「必...」という意味で、例えば、a must for every student（学生にとって絶対必要なもの）、a sightseeing must（ぜひ訪れるべき観光地）、A raincoat is a must in the rainy season.（「つゆ時にはレインコートが欠かせない」）、This video is a must for everyone.（「このビデオは必見だぜ」）などと言う。さらに、アメリカ英語では、形容詞的に a must book（必読書）、must subjects（必修科目）などと言うこともある。
「a」＋形容詞＋名詞または「a」＋名詞＋関係節という語順で、その名詞の特別な性質・状態などを表す。例えば、a tremendous earnestness（とてつもない真面目さ）、an existence that is beyond our imagination（我々の想像も及ばない存在）など。
不定冠詞の指示対象は原則として不特定であるが、不定冠詞は固有名詞に付けることも可能で、a Mary（メアリーという人）、a Smith（スミス家の人）、a Rodin（ロダンの作品）、a Toyota（トヨタ製の車）、a Newton（ニュートンのような大科学者）、He is a little Nero.（「彼はまるでネロ（暴君）だ」）などと言う。ただし、「...という人」という意味で使用される際には軽蔑が含まれることもある。
同じ固有名詞が複数存在する場合にも不定冠詞が使用されることがある。例えば、She's a different Alice.（「彼女は違うアリスだよ」）、We stayed at a Y.M.C.A.（「僕たちはYMCAに泊まった」）など。
商品名においても、その中の1つ（1冊、1箱、1本など）を指す場合には不定冠詞を付け、Can I have a Newsweek?（（書店やニューススタンドなどで）「『ニューズウィーク』を（1冊）ください」）、He was smoking a Marlboro.（「彼は（1本の）マールボロを吸っていた」）、He bought a Marlboro.（「彼は（1箱の）マールボロを買った」）などと言う。
指示対象が特定人物であっても、様相や性格が変化したり、以前には知られていなかった面が露になった場合に不定冠詞を用い、a new Paul（心機一転したポール）、a vengeful Tom（復讐に燃えるトム）などと言う。同様に、代名詞に不定冠詞を付けてa new me（生まれ変わったボク）などとする用法もある。これはペットにも用いられ、例えば犬の散歩をしている人とすれ違う時などに Is your dog a he or a she?（「あなたの犬はオスですかメスですか？」）などと尋ねることもできる。
固有名詞の所有格（...’s）から始まる名詞句には基本的に冠詞は付かない（固有名詞がもともと冠詞を伴う場合は除く）が、「Pandora’s box」（パンドラの箱）のようなメタファーには不定冠詞が付く。例えば、This court case could open a Pandora's box of similar claims.（「この裁判は、類似の請求というパンドラの箱を開くことになりかねない」）、Her parents are understandably afraid of opening a Pandora's box if they buy her a car.（「彼女の両親が、娘に車を買ってあげることによってパンドラの箱を開いてしまうのではないかと心配するのは無理からぬことだ」）など。
指示対象が唯一の存在である場合には「the」を用いるのが通例だが（#定冠詞の語法を参照）、特別な状態を表すために不定冠詞を用いることがある。例えば、a crescent moon（三日月）、What a sky!（「なんと素晴しい（ひどい）空だろう」）など。同様に、固有名詞の特別な状態を表す際にもa Japan which can say “no”（ノーと言える日本）、a Christmas that I shall never forget（決して忘れられないクリスマス）などと言う。
本来は1つであるはずのworld（世界）をメタファーとして使用する場合、He is in a world of his own.（「彼は自分だけの世界に閉じこもっている」）、You and I live in different worlds.（「君と僕とは住む世界が違うんだ」）などと言う。
各個人にとって唯一の存在、すなわち身体の一部の特別な状態を表す際にも、不定冠詞が用いられる。例えば、I have a runny nose.（「鼻水が出る」）、I have a stiff neck.（「首筋がこわばっている」）など。

### n の移動
現代英語に至る歴史において、定冠詞「an」＋母音で始まる単語、あるいは定冠詞「a」＋「n」で始まる単語の連接部分（juncture）で、「n」の移動が見られる。これは、単語あるいは音素の分かれ目（連接）を間違えたものが正しい言葉として定着した現象で、英語では「rebracketing」「juncture loss」「junctural metanalysis」「false splitting」「false separation」「faulty separation」「misdivision」「refactorization」など、日本語では異分析（metanalysisの訳語）などと呼ばれる（en:Rebracketing も参照）。
- newt（イモリ） - 古英語の「efeta」が後期中英語までに「ewt(e)」になり、異分析によって「an ewt(e)」から「a newt(e)」になった[94][95]。
- nickname（愛称） - 後期中英語の「an eke-name」または「an ekename」（「eke」は「追加」の意）が異分析によって「a nekename」となった[96][97]。
- apron（エプロン） - ラテン語の「mappa」（布切れ、ナプキン）が、古フランス語の「naperon」（「nappe」/「nape」（テーブルクロス）の縮小辞）を経て中英語の「napron」になり、「a napron」が異分析によって「an apron」になった[98][99]。

近代・現代英語でも類似の現象が起こることがあり、例えば、話者によっては a whole other（全く別のもの）を a whole nother と言う。「whole」は「全部揃った」「完全な」という意味の形容詞で、the whole family（家族全員）、a whole month（まる1か月）、a whole set（ひと揃い）などのように使用する。また、That's a whole different story.（「それはまるで異なる話だよ」）、A Whole New World（「ホール・ニュー・ワールド」＝全く新しい世界）のように、「異なる」「新しい」という事実を強調する際にも用いられる。This is another movie.（「これは別の映画なんです」）を「whole」で強調して「これはまったく別の映画なんです」とするためには、That's a whole different story. と同様、不定冠詞＋形容詞（「whole」）＋名詞という語順を用いることになる。「another」（別のもの）は本来、「a(n)」＋「other」から成っており、「whole」は子音で始まるため、その前に来る不定冠詞は「a」でなければならず、This is a whole... となる。しかし、話者によってはその後を ...other movie.（This is a whole other movie.）とせず、「another」の「n」を残したまま This is a whole nother movie. と言うのである。これは、「another」を「a」＋「nother」と分けた異分析で、確認されている最古の使用例は1909年頃のものである。

### some の使用
ロマンス諸語（フランス語、スペイン語など）では一般的に、不定冠詞にも単数形・複数形の区別がある。英語にはそういう区別はないが、「some」が複数形不定冠詞の役目を果たすことがある。
「some」が可算名詞の複数形あるいは不可算名詞に付く場合、若干の数量（いくつか、いくらか）を示すが、意味が弱いため日本語訳では省略されることもある。例えば、Give me some apples.（「（いくつかの）リンゴをくれ」）、Give me some water.（「（いくらかの）水をくれ」）のように使用される。この語法の「some」は文法的には不必要であり、Give me apples.、Give me water. のように無冠詞でも可である。ただし、「some」は数量の制限を示唆するため、使用するか否かでニュアンスが異なる。数量制限を示す例として、I've got some money, but not enough to lend you any.（「お金をいくらか持ってはいるが、貸せるほど多くはない」）が挙げられる。
「some」と「others」（または「some」と「some」）で対比・対照を表すことがある。例えば、Some people like football while others prefer rugby.（「フットボールが好きな人もいれば、ラグビーの方がいいという人もいる」）、Some say it's true, some not.（「本当だと言う人もいるし、そう言わない人もいる」）など。
否定節では「some」の代わりに「any」を用いるのが通例で、疑問文でも「any」が使用されることがしばしばある。例えば、Don't give me any apples.、Is there any water? など。
「some」「any」は、不定代名詞として単独で用いることも可能である。例えば、Give me some!（「いくつか（いくらか）、くれよ!」）、I don't have any.（「全然（1個も）持ってないんだ」）など。また、前置詞句との組み合わせで、I want some of your water.（「君の水をいくらか分けてほしいな」）、I didn't bring any of it.（「全然持ってこなかったんだ」）などと言うことも可能である。
「some」は可算名詞の単数形とともに使用することも可能で、その場合は「何かの」「ある」「どこかの」などという意味になり、「or other」を伴うこともある。例えば、for some reason (or other)（何かの理由で）、She went to some place in Europe.（彼女はヨーロッパのどこかに行った）、There is some person on the porch.（「誰かがベランダにいる」）など。この語法における「some」は、話し手・書き手が具体的な理由・場所・人物の素性などを把握していないと示唆するが、「a」「an」の場合は必ずしもそうだとは限らない。
「some」が不定冠詞としてのみ機能する場合、[s(ə)m]と弱く発音される。それ以外の場合には、[sʌm]と発音される。en:Weak and strong forms in Englishも参照。

## 無冠詞
原則として、固有名詞（人名など）や代名詞には冠詞が付かない（例外については#定冠詞の語法および#不定冠詞の語法を参照）。
複数形可算名詞と不可算名詞は、一般的な事象を指す際には冠詞を使用しない。これらは無冠詞では指示対象の種類を表し、「...というもの」というニュアンスを持つ。例えば、Dogs are meat-eating animals.（「犬（というもの）は肉食動物です」）、I hate computers.（「コンピュータ（というもの）は嫌いだ」）、I like music.（「私は音楽（というもの）が好きなんです」）、Information is essential for decision making.（「情報（というもの）は意思決定に不可欠です」）などの文で表されている指示対象は、特定の個体や具体事例ではなく、一般的な「犬」「コンピュータ」「音楽」「情報」（というもの）である。
以下の種類の名称も無冠詞である。
- 言語[1][2] - English（英語）、Swedish（スウェーデン語）、Russian（ロシア語）など。ただし、「... language」とする場合には定冠詞を付けて、the English language のように言う。
- スポーツ[2] - volleyball（バレーボール）、baseball（野球）、basketball（バスケットボール）など。
- 学問[1][2] - mathematics（数学）、economics（経済学）、physics（物理学）、linguistics（言語学）、biology（生物学）、computer science（計算機科学）、philosophy（哲学）など。学問の名称には economics や linguisticsのように語尾に「-s」が付いているものがあるが、複数ではなく単数扱いであり[107][108]、「-s」なしの economic や linguistic などは単数名詞ではなく形容詞である[109][110]。ただし、statistics の場合、「統計学」という意味なら単数扱い[111]、「統計」という意味なら複数扱いになる[112]。

なお、言語学にはゼロ冠詞という考え方があり、それによれば、発音されない冠詞が存在することになる。ゼロ冠詞は、句構造文法（Xバー理論など）の構文木（ツリー図）では Ø と示される。
en:Zero-marking in English#Zero articleも参照。

### 無冠詞の慣用表現
可算名詞の単数形には限定詞が付くのが原則であるが、慣用句・決まり文句などにおいて、冠詞が付かないことがある。
施設・建物・場所などの機能が重視される場合には冠詞を使用せず、例えば、I'm going to school.（「今から学校に行くところなんだ」）、She goes to church every Sunday.（「彼女は毎週日曜に教会に行く」）、The guy went to prison.（「あいつは監獄入りしたんだぜ」）、My friend is in hospital.（「友人が入院してるんです」）などと言う。
機能が重視されるケースとしては、交通手段や通信手段も挙げられる。例えば、by car（車で）、by train（電車で）、on foot（徒歩で）、by fax（ファックスで）、by e-mail（メールで）など。それぞれ、具体的な施設や物を指す場合には定冠詞などの限定詞を用いる。例えば、this school、the hospital、my car など。これらは（on foot を除き）「by」以外の前置詞の後に来る（その前置詞の補部になる）場合は可算名詞であるため、限定詞が付く。
同様に、bed の通常の機能を表す場合には無冠詞で、He is lying in bed.（「彼はベッドに横たわっている」）、They went to bed.（「彼らは就寝した」）などと言う。具体的な物体としてのベッドを指示する場合は、Stop jumping on the bed!（「ベッドの上で飛び跳ねるのは止めなさい!」）、I need to buy a new bed.（「新しいベッドを買わなきゃ」）、My bed is pretty big.（「ボクのベッドは結構大きいんだよ」）のように限定詞を用いる。
名詞が官職・地位・役割など、人間の属性を表す場合は、無冠詞である。例えば、Lucy is director of the kindergarten.（「ルーシーはその幼稚園の園長さんです」）、We elected Jim (as) captain.（「僕たちはジムをキャプテンに選んだ」）、Linda has turned traitor.（「リンダは裏切者となった」）など。ただし、「リンダは裏切者だ」のような具体例を指す場合には Linda is a traitor. となる。
breakfast、lunch、dinner など、日常の食事名は無冠詞で表される。例えば、She usually has breakfast around seven.（「彼女は通常、7時頃に朝食をとります」）、I had lunch at McDonald’s.（「マクドナルドで昼食をとりました」）、I’ll be back for dinner.（「夕食には戻ります」）など。しかし、形容詞などの修飾語句が付いて、食事の状態・様子が強調される場合には可算名詞として扱われる。例えば、We ate a big breakfast this morning.（「今朝はたっぷり食べました」）、I had a quick lunch at McDonald’s today.（「今日のお昼はマクドナルドでさっとすませました」）、The dinner he cooked was delicious.（「彼が作った夕食はおいしかった」）など。
「last」（この前の...、先...）や「next」（この次の...、来...）＋時間の単位を表す名詞の場合、無冠詞となる。例えば、last year（去年）、last week（先週）、next month（来月）、next week（来週）など。しかし、過去のある時を基準にする場合は定冠詞が付く。例えば、the next day（その翌日、次の日）など。
「man」が総称的な「人間」を指す、つまり mankind や the human race（人類）と同義になるか、または男性の総称として用いられる場合、無冠詞である。同様に、「woman」が女性の総称として用いられる場合にも無冠詞となる。しかし、これらは硬い表現である。
対句では、各名詞の意味よりも句全体の意味が意識されているため、無冠詞となる。例えば、day and night（昼も夜も）、young and old（老いも若きも）、hand in hand（手に手を取って）、face to face（面と向かって）、from cover to cover（本の始めから終わりまで）、from father to son（先祖代々）など。Like father, like son.（「この親にしてこの子あり」）ということわざもある。
2つ以上の名詞を「and」でつなぐ場合、それが1セット（ひとまとまり）であれば、冠詞は最初の名詞にのみ付ける。例えば、a father and son（父と息子）、a brother and sister（兄妹、姉弟）、a cup and saucer（受け皿つき茶わん）、a knife and fork（ナイフとフォーク）など。また、名詞が等位接続されている限り、必ずしも1セットではなくとも、冠詞を省くことができる。例えば、「ナイフとフォークとスプーンが必要ですよ」と言いたい場合、You need a knife, a fork, and a spoon. も You need a knife, fork, and spoon. も可である。
名詞＋数詞の語順で部屋番号・問題番号などを表す際には無冠詞である。例えば、room 47（47号室）、gate 31（31番ゲート）Please open page 29.（「29ページを開いて下さい」）など。
性質の違いに重点が置かれる場合、例えば She is more sister than friend to me.（「彼女は友達というより姉妹のような存在なの」）などと無冠詞で言う。
原則として、唯一の存在を指す際には定冠詞が使用されるが、無冠詞で大文字で始まる形、つまり固有名詞扱いになっている名詞もある。例えば、一神教、特にキリスト教の神は、the god とは言わず、God として固有名詞扱いされる。また、mother/mom (mum)（母親）および father/dad（父親）が単数形の普通名詞として使用される場合は冠詞を伴うが、自分の親を指す場合には、無冠詞で大文字の Mother/Mom (Mum)（母さん／ママ）および Father/Dad（父さん／パパ）とすることがある。例えば、Mother is not at home.（「母は留守です」）、I'm going to call Dad.（「パパに電話しようっと」）など。
天体のうち、大文字で始まる古典語名（固有名詞扱い）には「the」を付けない。例えば、Mars（火星）、Venus（金星）など。
同一人物が複数の職業・役割を兼任している場合、a teacher and author（教師兼作家）、an actor, writer and director（俳優兼脚本家兼監督）のように、2つめ以降の名詞には通常、冠詞は付かないが、兼任しているという事実を強調したい場合、He is an actor and a director.（「彼は俳優で、しかも監督までやってるんですよ」）と言うこともある。
相手に呼びかける際には冠詞を使用しない。例えば、Come here, boy!（「こっちへおいで、ぼうや」）など。
スポーツチームの名称は、通常の文章では定冠詞「the」を伴うが（#定冠詞の語法を参照）、記事の見出しやチーム一覧など、簡潔さ・見易さが求められる場面では省略される。例えば、Ravens win emotional Super Bowl against 49ers や Romo, Giants avoid arbitration with two-year deal など。いずれも、記事の本文においては、Ravens、49ers、Giants に定冠詞、two-year deal などに不定冠詞が付いている。また、MLB.com の球団一覧ページでは球団名に冠詞が付いていないが、そこからリンクしている各球団の公式サイトのタイトルには The Official Site of The Boston Red Sox のように定冠詞が付いている。
外国語に由来する慣用表現のいくつかに、冠詞が全く使用されていないものがある。例えば、Long time no see.（「久しぶり」）、Nice boat.（「素晴らしい船だな」）など。これらは誤訳または外国人の話者を連想させるものである。

## アルファベット順のリスト
題名やフレーズなどをアルファベット順に並べる際、第1語が冠詞だとかえって目的のものを見つける妨げになるため、第2語を基準にするのが一般的である。例えば、The Comedy of Errors と A Midsummer Night's Dream では、「the」と「a」の順番は無視され、「comedy」と「midsummer」の順番が考慮される。目次においては、Comedy of Errors, The のように、冠詞が後方に移動した形で表記されることもある。